# Сунніва Сельєська
Сунніва або Сунніва з Сельє (старонорв. Sunnifa, з давньоангл. Sunngifu, X століття) — норвезька свята, покровителька норвезької єпархії Бйоргвіну (Бергену) а також норвезького вестлану — західної Норвегії. Шанується католиками і православними.

## Життєпис

Герб норвезької комуни Сельє з зображенням Сунніви

За легендою, Сунніва була спадкоємницею ірландського королівства, але мусіла втекти коли напав язичницький король, який хотів на ній одружитися. Вона і її послідовники втекли на судні у море. Після тривалої морської подорожі вони висадилися на норвезькому острові Сельє, сьогоднішній муніципалітет Сельє і знайшли притулок у печері на острові. Місцеві жителі запідозрили іноземців у крадіжці їхніх овець і вдалися до короля Гокона Ярла. Сунніва і її послідовники молилися Богу, щоби вони не впали в руки язичників, на яких впало каміння блокуючи вхід до печери.
Сунніва та інші померли в печері, але в наступні роки острів прославився чудесами і коли Олаф Трюґґвасон розкопав печеру у 996 році, тіло Сунніви було знайдене нетлінним. Пізніше на цьому місці було збудовано монастир бенедиктинців, від якого до сьогодні залишилися руїни.
В часи пожеж в Бергені у 1170/71 та в 1198 мощі Сунніви були взяти з церкви Христа і розміщені в Сандбру (піщаний міст). Це стримало наступ вогню і прославлялося як чудо.
Близько 1170 року історія Сунніви була записана в латинській агіорафічній роботі Акта саннкторум Селіо — лат. Acta sanctorum in Selio.